# 西在田村
西在田村（にしありたむら）は、兵庫県加西郡にあった村。現在の加西市の北西端にあたる。

## 地理
- 山岳：深山
- 河川：万願寺川

## 歴史
- 1889年（明治22年）4月1日 - 町村制の施行により、上道山村・若井村・大内村・下道山村・下万願寺村・上万願寺村の区域をもって発足。
- 1955年（昭和30年）3月1日 - 多加野村・在田村と合併して泉町が発足。同日西在田村廃止。

## 村長
- 柏木清治